# Provincia di Es-Semara
La provincia di Smara (o Es Semara) è una delle province del Marocco, parte della Regione di Laâyoune-Sakia El Hamra.

## Geografia antropica

### Suddivisioni amministrative
La provincia di Smara conta 1 municipalità e 5 comuni:

#### Municipalità
- Smara

#### Comuni
- Amgala
- Tifariti
- Haouza
- Jdiriya
- Sidi Ahmed Laaroussi